# Earth Kills
Earth Kills es el tercer episodio de la primera temporada de la serie de televisión estadounidense de ciencia ficción y drama Los 100. El episodio fue escrito por Elizabeth Craft y Sarah Fain y dirigido por Dean White. Fue estrenado el 2 de abril de 2014 en Estados Unidos por la cadena The CW.
En un intento desesperado por curar las heridas de Jasper, Clarke, Finn y Wells se adentran en el bosque buscando los antibióticos con los que los terrícolas trataron a su amigo. Mientras tanto, Bellamy y su grupo salen en busca de comida y son alcanzados por Charlotte una niña que se encuentra atemorizada por los recientes acontecimientos, quien se siente segura al lado de Bellamy. Cuando una tormenta de niebla ácida azota el lugar, Clarke, Wells y Finn buscan refugio en el interior de una antigua furgoneta. Mientras que están atrapados, Clarke se enfrenta a Wells en su traición que resultó en la muerte de su padre.

## Elenco
- Eliza Taylor como Clarke Griffin.
- Paige Turco como la concejal Abigail Griffin.
- Thomas McDonell como Finn Collins.
- Eli Goree como Wells Jaha.
- Marie Avgeropoulos como Octavia Blake.
- Bob Morley como Bellamy Blake.
- Christopher Larkin como Monty Green.
- Devon Bostick como Jasper.
- Isaiah Washington como el canciller Thelonious Jaha.
- Henry Ian Cusick como el concejal Marcus Kane.

## Recepción
En Estados Unidos, Earth Kills fue visto por 1.90 millones de espectadores, recibiendo 0.6 millones de espectadores entre los 18 y 49 años, de acuerdo con Nielsen Media Research.

## Continuidad
- En este episodio mueren cuatro personajes. Trina, Pascal, Atom y Wells. Contando a los dos muertos del primer capítulo, quedan 94 de los 100 que fueron enviados a la tierra.
- Se revela que la madre de Clarke, Abigail, fue quien delató a su marido ante el concejal, condenándolo a muerte y no Wells, el hijo del concejal como Clarke pensaba.
- Charlotte mata a Wells en venganza porque su padre el concejal floto a sus padres.